# 논산중학교 축구부
논산중학교 축구부는 충청남도 논산시에 위치한 논산중학교의 축구부이다.

## 같이 보기
- 논산중학교